# Sismo da Calábria de 1905
O Sismo da Calábria de 1905 aconteceu em 8 de setembro daquele e matou entre 557 e 5 000 pessoas. O terremoto danificou pelo menos 14 mil casas na área de seu epicentro.
Foi o primeiro terremoto de grande importância no século XX, e atingiu partes da Ilha de Lípari e da Província de Messina.

## Geografia
Com uma magnitude entre 6,7 a 6,8 na escala Richter, o terremoto teve seu epicentro centrado na Calábria.

## Danos e vítimas
O desastre afetou a região da Calábria, destruindo cerca de 25 aldeias e matando mais de 5 000 pessoas. Mas a United States Geological Survey estimou a contagem de fatalidade em 557.